# Paul Nicolas

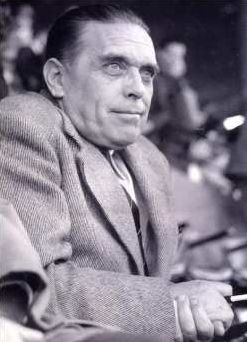
Paul Nicolas (1957)

Paul Nicolas (* 4. November 1899 in Paris; † 3. März 1959 nahe Gy-l’Évêque im Département Yonne) war ein französischer Fußballspieler. Der Mittelstürmer gilt bis heute als einer der torgefährlichsten Angreifer seines Landes, war gleichzeitig aber auch ein umsichtiger Spielgestalter. Nach dem Zweiten Weltkrieg war er bis zu seinem Tod einer der einflussreichsten Funktionäre bei der Nationalelf.

## Die Vereinskarriere
Seine ersten fußballerischen Schritte vollzog Nicolas bei einem kleinen Verein aus der katholischen Sportbewegung, der Patronage Paul-Bert de Saint-Mandé; während des Ersten Weltkriegs spielte er zeitweise für den Gallia Club Paris, für den er im April 1917 auch zu einem (heute als inoffiziell geltenden) Länderspiel im Kreis der USFSA-Verbandsauswahl gegen Belgien kam. Bald nach Kriegsende wechselte er den Klub, ging auf Anraten des Abwehrspielers Lucien Gamblin aber nicht zu CA Paris, dem erfolgreichen Traditionsverein seines Stadtteils, sondern zu Red Star, wo er sich schnell so nachdrücklich in den Vordergrund spielte, dass er bereits im Januar 1920 erstmals in die Französische Fußballnationalmannschaft berufen wurde. Mit diesem Klub gewann er viermal den französischen Pokal und stand in allen Endspielen (gegen Olympique Paris, Stade Rennais UC, FC Cette und CA Paris) in der Siegerelf, erzielte allerdings nur im Finale von 1922 ein Tor.
Dabei war er ein Amateur reinsten Wassers, betrieb neben dem Sport einen Obst- und Gemüsestand in den berühmten Pariser Markthallen. 1929 wechselte er zu Amiens AC: der Verein aus der Picardie köderte ihn mit der Möglichkeit zur Übernahme eines Fischgeschäftes. Paul Nicolas war selbstbewusst, geradeaus und streitbar; so beendete er vorübergehend seine Karriere in der Nationalelf, weil sich auf der Rückreise von einem Länderspiel ein Verbandsfunktionär geweigert hatte, im Speisewagen die Rechnung der Spieler zu bezahlen. Mit dem Beginn des professionellen Fußballs und der Einführung einer landesweiten ersten Liga (Division 1) beendete der Torjäger seine Laufbahn als Spieler.

### Vereinsstationen
- Patronage Paul-Bert de Saint-Mandé
- Gallia Club Paris (mindestens 1917)
- Red Star Paris (1919 bis 1929)
- Amiens AC (1929 bis mindestens 1931)

## Der Nationalspieler
Zwischen Januar 1920 und Februar 1931 spielte Paul Nicolas insgesamt 35-mal in der Équipe Tricolore (28 Einsätze für Red Star, sieben für Amiens) und erzielte dabei 20 Tore. In 18 Länderspielen war er zudem Mannschaftskapitän. In der „ewigen Liste“ der Spielführer liegt er damit ebenso ganz weit vorne wie in der der besten Torschützen für Les Bleus. Nicolas war auch Olympiateilnehmer 1920, 1924 und 1928; an der Fußball-Weltmeisterschaft 1930 hingegen nahm er nicht teil.

## Nicolas’ Leben nach seiner aktiven Zeit
Im August 1949 berief ihn der nationale Verband, die Fédération Française de Football, als Nachfolger Gabriel Hanots in ihr Comité de selection, also jenes Gremium, das die Nationalspieler auswählte. Außerdem wurde er Vorsitzender des für den professionellen Spielbetrieb zuständigen Groupement des clubs professionnels. Auch hier bewies Nicolas, wie konsequent er war, wenn es um Dinge ging, die ihm wichtig waren: er trat von seinem Posten zurück (Dezember 1953), weil der Verband seinen Vorschlag abtat, die Zahl der Profiklubs im Land zu reduzieren. Als es nach der Fußball-Weltmeisterschaft 1954 zu einem personellen Revirement in der FFF kam, kehrte er im September 1954 allerdings in das Auswahlkomitee zurück – diesmal an dessen Spitze – und bewies dann mit der Berufung von Albert Batteux als Trainer der Équipe Tricolore eine glückliche Hand: bei der Fußball-Weltmeisterschaft 1958 gelang Frankreich mit Platz 3 der bis dahin größte Erfolg.
Paul Nicolas wurde, 59-jährig, durch einen Unfall auf einer burgundischen Landstraße mitten aus seiner Arbeit und seinem Leben gerissen.

## Palmarès
- Französischer Meister: Fehlanzeige; diesen Titel gab es erst nach seinem Laufbahnende
- Französischer Pokalsieger: 1921, 1922, 1923, 1928
- 35 Länderspiele, 20 Tore, 18-mal Kapitän der Nationalelf
- Olympiateilnehmer 1920, 1924, 1928 (als Spieler), WM-Teilnehmer 1958 (als Funktionär)